# Nemzeti Front (együttes)
A Nemzeti Front egy magyar együttes.

## Története
A zenekar 1993-ban alakult meg, alapító tagjai: Nagy Attila basszusgitáros (A.L.T.), Tóth Csaba gitáros (M.A. Skins) és Fekete Tivadar gitáros. énekes (A.L.T.) voltak. Még ebben az évben kiadták az Ébredő magyar című MC-t. A Magyar Rádió Nagy Feró Garázs, majd a Pannon Rádió Rockszerda műsoraiban voltak hallhatóak a dalok.
Első váltásként Poór Gergő dobos helyett Zentai Attila csatlakozott az együtteshez, majd Fekete helyett Kovács Ernő lett az énekes, illetve dob-fronton Varga Norbert kezdett dobolni. 1995-ben Fekete visszatérésével a zenekar stúdióba vonult, ahol Tóth Csaba nem vesz részt, így Michelis János hangmérnök játszotta fel a gitárszólókat, az együttműködés eredménye az Európa közepén  MC lett.
A Nemzeti Front 1996. december 26-án fellépett az E-klubban a nagyszabású Fehér Karácsony elnevezésű rendezvényen, az Egészséges Fejbőr és Új hajnal együttesek társaságában. A rendezvény Nemzeti Front-anyaga 1997-ben jelent meg CD-n, eközben az első két MC anyag is megjelent egy CD-n, Dupla album néven.
Ezután a Nemzetbiztonsági Hivatal házkutatást rendelt el a tagoknál, begyűjtötték a boltokból az együttes CD-it és MC-it, a tagokat a Gyorskocsi utcai fogházba szállították kihallgatásra. A csapat szétesett, pécsi és az utolsó kunszentmártoni koncertjükön már Tóth Csaba nélkül léptek fel, de bejelentették, hogy: „a Nemzeti front nem oszlott fel”. 1998-ban újabb házkutatások, kihallgatások voltak három zenekari tagnál. 1999 januárjában a Budai Központi Bíróságon elítéltek három perbe fogott zenekart (Archívum, Valhalla, Nemzeti Front); a vád többek közt: „Folytatólagosan elkövetett gyűlöletkeltés, uszítás, valamint irredentizmus, közösség elleni izgatás”. Nagy Attilát 1 év börtönre ítélték 3 évre felfüggesztve, Tóthot 8 hónap börtönre 2 évre felfüggesztve, Feketét 6 hónap börtönre 1 évre felfüggesztve. Továbbá eltiltva három évre a koncertezéstől is, pártfogó kirendelése mellett; a Dupla Album és Fehér Karácsony, Ébredő magyar hanghordozókat elkobozták és bezúzták. A történteket a Nemzeti Front 1993-97 VHS mutatta be. Fekete szanatóriumba került évekre, majd megnősült és kiszállt.
2000-ben, a tiltás évei alatt megjelent az első digitális stúdióalbum a mohácsi csatáról, 1526 címmel, Nagy és Michelis alkotása. Számítógépen lejátszva minden számhoz videoklip is készült, melyek Tóth Anikó munkái voltak. A csata évfordulóján az anyagot kivetítéses koncerten adták elő, itt Zentai Attila (dob) tért vissza. 2001-ben megismételték a koncertet és kiadták VHS-n Emlékkoncert a Mohácsi csatáról címmel.
2002-ben több új tag is csatlakozott, de közülük csak Ferenc Csaba, az énekes maradt az együttesnél. Elkészült a Front honlapja, amelyen megjelent két betiltott dalszöveg is, melyre válaszul az NBH újra feljelentette a zenekart nagy nyilvánosság előtt elkövetett közösség elleni izgatás bűncselekménye vádjával.
December 4-én Nagy a Pannon Rádió élő adásában a Rockszerda című műsor vendége volt, ez volt az utolsó adás, mert másnap kommandósok szállták meg a rádió épületét, lefoglalták az átjátszó berendezést, megszüntetve ezzel a Pannon Rádió földi sugárzását, mely így az internetre szorult. 2003. március 31-én a Baranya Megyei Bíróság kihirdette ítéletét a weblappal kapcsolatban, Michelist egy év, Nagyot három év próbaidőre bocsátották.
Az együtteshez új dobos, Varga Balázs csatlakozott. 2004-ben jelent meg a Vesszen Trianon CD , melyhez Németh Zoltán grafikus készített tizenegy illusztrációt. Tardik László gitárosként csatlakozott, majd Tóth és Varga kiléptek a formációból. 2005-ben az együttes nagy sikerű koncertet adott a Magyar Szigeten, ahol új belépőként Homla Péter (dob) és Michelis János (gitár) is fellépett, akit megválasztottak a fesztivál legjobb gitárosának. 2006. november 19-én a Kárpátia vendégzenekaraként léptek fel, ezután Tardik László gitáros távozott a csapatból. December 12-én a budapesti Uránia moziban került sor a Csillagösvény 2 című film bemutatására, melynél több Nemzeti Front számot is felhasználtak aláfestésként.
2007 júliusában a Pesti Központi Kerületi  Bíróságon ismét elítélték Nagy Attilátt közösség elleni izgatással, mivel a tiltott CD-et a Rockworld terjesztette és a vád szerint ő volt a beszállító. Halmazati büntetésként 40 nap közérdekű munkára ítélték, a tiltott CD-ket megsemmisítették. Ekkor jelent meg a Budapest Láng koncert DVD, mely több extrát is tartalmazott (MagyarSziget 2005, Mohácsi csata koncert részletek, két videoklip, diszkográfia).
2008-ban Döbrösi László szintetizátorosként néhány koncertre csatlakozott az együtteshez. 2009. elején Ferencz Csaba énekes helyett újra egy alapító tag,Fekete Tivadar tért vissza. Augusztus 7-én ismét felléptek a Magyar Szigeten. Októberben Homola "Blöki" dobos helyett újra egy régi tag, Zentai Attila tért vissza. 2010-ben a DextraMédia jóvoltából elkészült a Még azt mondják és a Kitartás! videoklip.
2011-ben a zenekar negyedik próbálkozásra, de végre kijut Erdélybe, Székelyudvarhelyen a Székely Pajzs Napokon lépett fel. November 26-án Plovdivban az esti fáklyás felvonulás után léptek fel a Bulgaria B&H meghívására. 2012-ben Délvidékre, Bácskossuthfalvára szerveztek koncertet, de a szerb média és antifák tiltakozására a rendőrség megtiltotta a Nemzeti Front fellépését. Időközben Zentai agyvérzést kapott, jobb fele teljesen lebénult; az új dobos Wallinger Erik lett. 2014-ben megjelenik a Bőrfejűek című könyv, mely átöleli az elmúlt 30 év skinhead kultúráját; egyik szereplője Nagy Attila volt.
2015-ben megjelent az Elég volt CD. 
2018-ban egy fiatal dobos, Szigeti Máté lép a zenekarba. 
2020 januárjában elkészül a Legjobb barát videóklip, karácsonyra pedig a Villa Negra akusztikus klip.
2021. jan. a Politikus c. videoklip.

## Diszkográfia
- 1992: A.L.T. MC
- 1993: Ébredő magyar MC
- 1995: Európa közepén MC
- 1997: Dupla album CD
- 1997: Fehér karácsony CD, MC
- 2000: 1526 CD, MC
- 2004: Vesszen Trianon CD
- 2015: Elég volt CD

### Filmek, felvételek
- 1998: N.F. 1993-97 VHS
- 2001: Mohácsi csata 1526 Emlékkoncert VHS
- 2007: Bp. Koncert DVD

## Külső hivatkozások
- Hivatalos honlap
- Hivatalos honlap